# 찬양
찬양(讚揚)은 본래 특정 대상을 칭찬하거나 기리어 드러낸다는 뜻을 지니고 있으며, 특히 종교에서는 그 종교에서 믿는 신 또는 절대자를 높이는 뜻으로 많이 쓰인다.

## 기독교

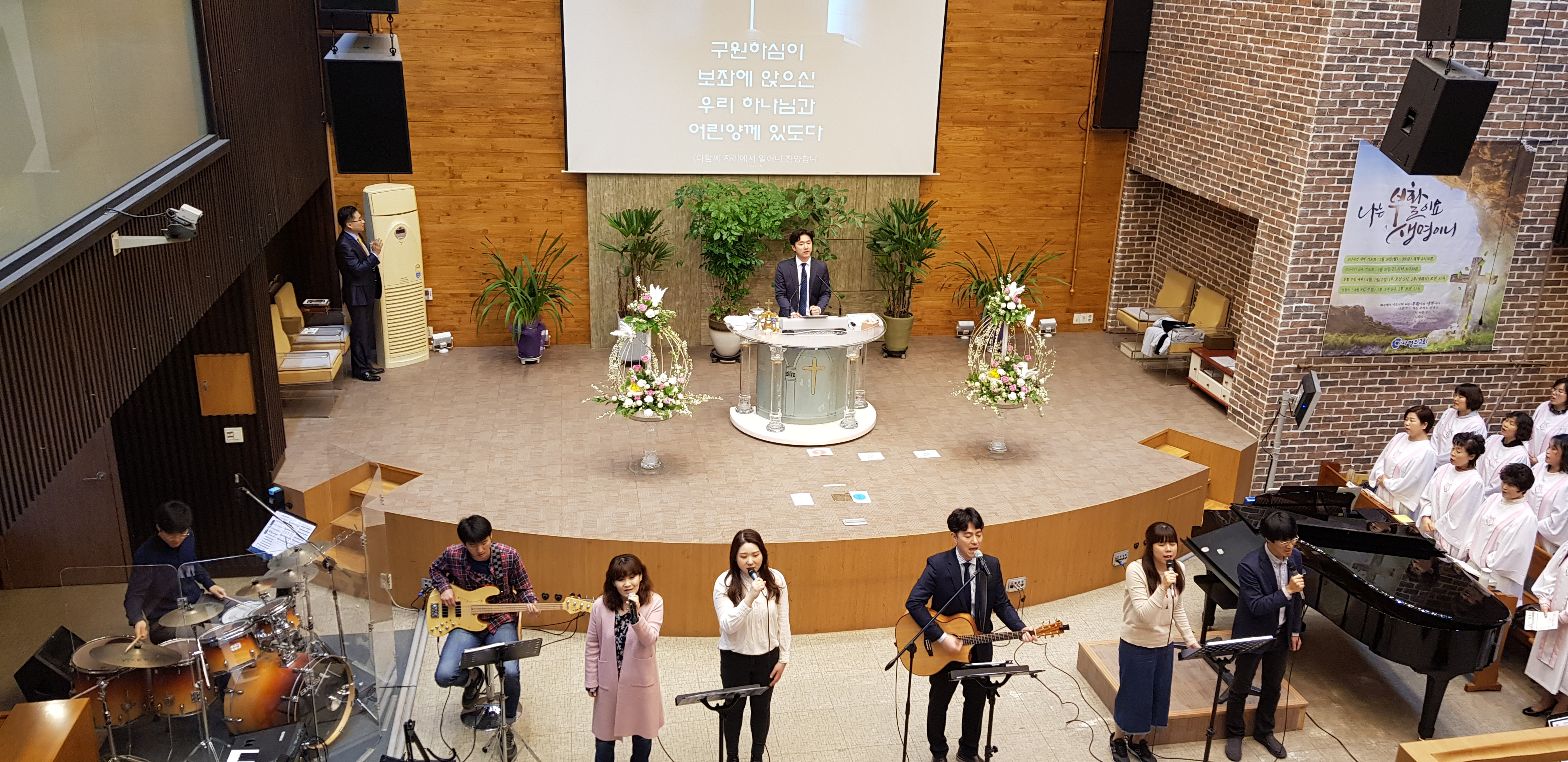
교회에서 찬양하는 모습 수원 사명의 교회

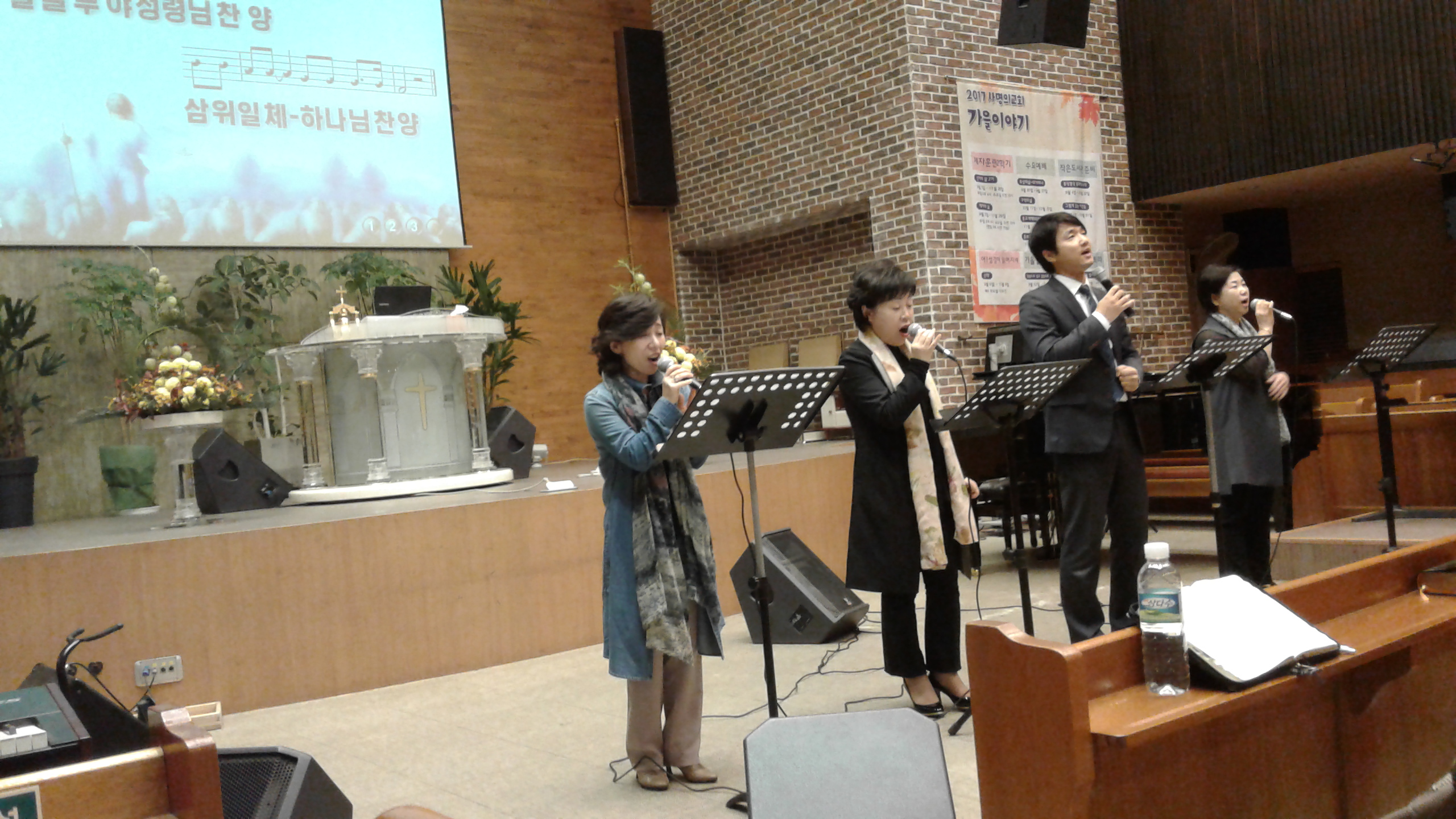
2017년 11, 1 사명의 교회 찬양

기독교에서는 그 신앙의 대상인 주를 높일 때 주로 찬양이란 단어를 사용하며, 이 경우 주어는 생략되는 경우가 많다. 이런 일련의 행위에는 음악으로 하나님을 찬양하는 것도 포함되며, 아예 찬양이나 찬송이라는 말 자체가 음악적인 용어로 전용되기도 한다. 성경에 나오는 시편 기반인 시편가 또한 찬양에 포함된다. 이 밖에도 코럴, 복음성가, 찬송가, CCM, 워십 등도 이에 속한다.

## 같이 보기
- 기독교 예배
- 감사 (태도)